# Сточкі-Поромбкі
Сточкі-Поромбкі (пол. Stoczki-Porąbki) — село в Польщі, у гміні Длутув Паб'яницького повіту Лодзинського воєводства.
Населення — 101 особа (2011).
У 1975-1998 роках село належало до Пйотрковського воєводства.

## Демографія
Демографічна структура станом на 31 березня 2011 року:
|          | Загалом | Допрацездатний вік | Працездатний вік | Постпрацездатний вік |
| -------- | ------- | ------------------ | ---------------- | -------------------- |
| Чоловіки | 49      | 12                 | 31               | 6                    |
| Жінки    | 52      | 8                  | 31               | 13                   |
| Разом    | 101     | 20                 | 62               | 19                   |